# الکساندر پولوفکوف
الکساندر پولوفکوف (اوکراینی: Олександр Іванович Половков؛ زادهٔ ۴ اکتبر ۱۹۷۹) بازیکن فوتبال اهل اوکراین است.
از باشگاه‌هایی که در آن بازی کرده‌است می‌توان به باشگاه فوتبال زوریا لوهانسک، باشگاه فوتبال استال آلچفسک، باشگاه فوتبال اندیجان، و باشگاه فوتبال نوبهار نمنگان اشاره کرد.